# Mârșa
Mârşa é uma comuna romena localizada no distrito de Giurgiu, na região de Muntênia. A comuna possui uma área de 57.70 km² e sua população era de 2779 habitantes segundo o censo de 2007.